# ATC код V
ATC код V (англ. ATC code V), «Інші лікарські засоби» — розділ системи літеро-цифрових кодів Анатомо-терапевтично-хімічної класифікації, розроблених Всесвітньою організацією охорони здоров'я для класифікації ліків та інших медичних продуктів.
- ATC код V01 — Алергени
- ATC код V03 — Інші різні препарати
- ATC код V04 — Діагностичні препарати
- ATC код V06 — Препарати харчування
- ATC код V07 — Інші різні нелікарняні засоби
- ATC код V08 — Контрастні речовини
- ATC код V09 — Радіофармацевтичні діагностичні засоби
- ATC код V10 — Радіотерапевтичні засоби